# Монтичелліт
Монтичелліт (рос. монтичеллит; англ. monticellite; нім. Monticellit m) — мінерал, ортосилікат магнію і кальцію острівної будови, групи олівіну.

## Загальний опис
Хімічна формула: MgCa[SiO4]; Mg частково заміщується Fe, а Ca — на Mn.
Містить (%): CaO — 35,88; MgO — 25,63; SiO2 — 38,49.
Сингонія ромбічна.
Ромбодипірамідальний вид.
Спайність недосконала.
Утворює дрібні призматичні кристали, зернисті маси.
Густина 3,1-3,3.
Твердість 5-6.
Безбарвний до сірого, зеленуватий.
Відомі знахідки в р-ні вулкану Везувій (Італія), в Шаннон-Т'єр (Тасманія). Зустрічається в США у штатах Нью-Йорк, Арканзас, Каліфорнія, а також у Тірольських Альпах і на Уралі (в Шишимських горах).
Рідкісний.
Названий за прізвищем італійського мінералога Т.Монтічеллі (T.Monticelli), H.J.Brooke, 1831.

## Різновиди
Розрізняють:
- Монтичелліт залізистий — штучний силікат заліза і кальцію CaFe[SiO4] — відомий у металургійних шлаках.